# Pierre II de Grailly
 (décembre 2021).
Si vous disposez d'ouvrages ou d'articles de référence ou si vous connaissez des sites web de qualité traitant du thème abordé ici, merci de compléter l'article en donnant les références utiles à sa vérifiabilité et en les liant à la section « Notes et références ».
Pierre II de Grailly, né vers 1285 et mort en 1356, est un vicomte de Benauges et de Castillon.
Il sert, avec son épée, son suzerain le roi d’Angleterre, duc d’Aquitaine. Il est fait chevalier, avec le sire d’Audenge à Bergerac en 1345 après la prise de la ville par Henri de Grosmont, comte de Derby.
Son fils Jean II de Grailly étant mort avant lui, c'est son petit-fils Jean III de Grailly, capitaine de la guerre de Cent Ans, qui lui succède.

## Mariages et descendance
Il se marie en 1307 avec Assalide de Bordeaux (+ 1329), Captale de Buch, dame de Puypaulin et de Castelnau-de-Médoc, veuve de Bertrand de l'Isle-Jourdain (petit-fils de Jourdain IV), sœur héritière de Pierre de Bordeaux, et eut :
- Jean II de Grailly (1310-1343), captal de Buch après sa mère, mais mort avant son père, eut pour fils :
  - Jean III de Grailly (1330-1376), captal de Buch, marié à Rose d'Albret dont il n'eut aucun enfant. Il transmet la seigneurie à son oncle, Archambaud de Grailly (pourtant non descendant des anciens captaux) ;
- Brunissende de Grailly (1315-1374), épouse de Bérard II de Vayres ;
- Jeanne de Grailly (prétendue épouse en 1331 de Senebrun de Lesparre, qui épouse en fait Jeanne de Périgord, la sœur d'Eremburge de Périgord qui suit[1]).

Pierre II, veuf, se remarie en 1327 avec Éremburge de Périgord, fille de Hélie VII de Périgord et de Brunissende de Foix, d'où :
- Archambaud (1330-1412), qui succède à son père pour la vicomté de Gurson, puis à son neveu Jean III pour le captalat de Buch. Archambaud se marie avec Isabelle de Foix-Castelbon, fille de Roger-Bernard IV de Foix-Castelbon et de Girarde de Navailles, sœur de Mathieu de Castelbon, comte de Foix. Après la mort de Mathieu de Foix-Castelbon (1374-1398) sans héritier, il devient héritier de tous les biens de la Maison de Foix par son mariage. Dont descendance ;
- Roger (?-?), épouse Anne de Canteloup ;
- Rogette (?-?), seconde épouse d'Aimery III de La Rochefoucauld.